# كمون أرضي
الكُمون الأرضي (بالإنجليزية: Geopotential)‏ هو كمون حقل ثقالة الأرض. ومن أجل التسهيل، يُعرَّف غالبًا على أنه سالب الطاقة الكامنة لكل وحدة كتلة، بحيث يُحصل على متجه الثقالة باعتباره تدرج الكمون الأرضي، دون جعله سالبًا. بالإضافة إلى الكمون الفعلي (الكمون الأرضي)، يمكن أيضًا تعريف كمون نظامي نظري وفرقهما، كمون التشويش.

## المفاهيم
بالنسبة للتطبيقات الفيزيائية الأرضية، يجب التمييز بين الثقالة والتثاقل. تُعرَّف الثقالة بأنها القوة المحصلة للتثاقل وقوة الطرد المركزي الناتجة عن دوران الأرض. وبالمثل، يمكن إضافة الكمون السُّلَّميّ ذو الصلة لتشكيل كمون فعال يسمى الكمون الأرضي {\displaystyle W}. تسمى سطوح الكمونات الأرضية الثابتة سطوح تساوي الكمون الأرضي (تُختصر أحيانًا باسم geop)، والمعروفة أيضًا باسم سطوح تساوي الكمون أو مُسْتَوَيَات تساوي الكمون.
متوسط سطح البحر العالمي قريب من كمون أرضي متساوي واحد يسمى المجسم الأرضي. يوضح الشكل (ليس وفقًا للمقياس) كيف تُضاف قوتَا التثاقل والطرد المركزي لتكوين قوة عمودية على المجسم الأرضي. عند خط عرض 50 درجة، يكون الإزاحة بين قوة التثاقل (الخط الأحمر في الشكل) والشاقول المحلي (الخط الأخضر في الشكل) في الواقع 0.098 درجة. بالنسبة لكتلة نقطية (غلاف جوي) متحركة، لم تعد قوة الطرد المركزي تتطابق مع قوة التثاقل والمجموع المتجهي ليس متعامدًا تمامًا على سطح الأرض. هذا هو سبب تأثير كوريوليس للحركة الجوية.

التوازن بين قوة التثاقل وقوة الطرد المركزي على سطح الأرض

المجسم الأرضي هو سطح متموج بشكل خفيف بسبب التوزيع غير المنتظم للكتلة داخل الأرض؛ ومع ذلك يمكن تقريبه باستخدام سطح ناقصي دوراني يسمى المجسم الناقصي المرجعي. إن المجسم الناقصي المرجعي الأكثر استخدامًا حاليًا، وهو نظام مسح الأرض المرجعي 1980 (GRS80 [الإنجليزية])، يُقَرِّب المجسم الأرضي إلى ما يزيد قليلاً عن ±100 متر. يمكننا بناء نموذجًا بسيطًا للكمون الأرضي {\displaystyle U} يكون أحد سطوح تساوي الكمون الخاصة به هو هذا المجسم البيضاوي المرجعي، بنفس كمون النموذج {\displaystyle U_{0}} مثل الكمون الحقيقي {\displaystyle W_{0}} للمجسم الأرضي؛ يسمى هذا النموذج كمونًا ناظميًا. يسمى الفرق {\displaystyle T=W-U} كمون التشويش. يمكن التعبير عن العديد من الكميات القابلة للرصد لحقل الثقالة، مثل شذوذ الثقالة وانحرافات الشاقول [الإنجليزية]، في كمون التشويش هذا.